# 吴氏关木通
吴氏关木通（学名：Isotrema wuanum）是马兜铃科关木通属的一种植物，是中国的特有植物。分布于中国的西藏和云南。
叶片心形,果实大, 粗圆柱形。。